# 中国共产党第十八届中央委员会第六次全体会议
中國共產黨第十八屆中央委員會第六次全體會議（簡稱中共十八屆六中全會），於2016年10月24日到27日在北京京西宾馆召開。中共中央政治局9月27日召开会议，研究“全面从严治党重大问题”。中共中央总书记习近平主持会议。会议决定，中国共产党第十八届中央委员会第六次全体会议于10月24日至27日在北京召开。

## 全会内容
中共中央政治局听取了《关于新形势下党内政治生活的若干准则》、《中国共产党党内监督条例》稿在党内外一定范围征求意见的情况报告，决定根据这次会议讨论的意见进行修改后将文件稿提请十八届六中全会审议。
外界认为，此次全会将是中共十九大前进行人事布局的关键会议，也是准备开启新的执政周期的关键一步。会议结束后发布的公报首次提出“以习近平同志为核心的党中央”的说法，象征“习核心”正式确立。
中共中央委员197人，候补中央委员151人出席本次全会，中纪委委员和有关方面负责同志列席会议，中共十八大代表中部分基层同志和专家学者也列席会议。
在本次全会上，中共中央政治局向中央委员会汇报工作本次会议还研究了全面从严治党重大问题，制定《关于新形势下党内政治生活的若干准则》，修订《中国共产党党内监督条例（试行）》。并分析研究了当前经济形势，部署下半年经济工作。
全会决定，中国共产党第十九次全国代表大会将于2017年下半年在北京召开。
全会确认中央政治局之前作出的给予王珉、吕锡文、范长秘、牛志忠开除党籍的处分。按照党章规定，全会决定递补中央委员会候补委员赵宪庚、咸辉为中央委员会委员。

## 评价
该次全会闭幕后，以习近平同志为核心的党中央正式提出。

## 注
1. ↑  十八届中央委员中除王珉在本次全会被确认开除党籍以外，还有陈志荣在任内逝世，故递补两名中央委员。